# Castianeira kibonotensis
Castianeira kibonotensis är en spindelart som beskrevs av Roger de Lessert 1921. Castianeira kibonotensis ingår i släktet Castianeira och familjen flinkspindlar. Inga underarter finns listade.